# Eopenthes parvulus
Eopenthes parvulus är en skalbaggsart som beskrevs av Sharp 1908. Eopenthes parvulus ingår i släktet Eopenthes och familjen knäppare. Inga underarter finns listade i Catalogue of Life.